# Monte Guadagnolo
Monte Guadagnolo este o arie protejată (arie specială de conservare — SAC, sit de importanță comunitară — SCI) din Italia întinsă pe o suprafață de 569 ha, integral pe uscat.

## Localizare
Centrul sitului Monte Guadagnolo este situat la coordonatele 41°54′33″N 12°55′26″E / 41.909167°N 12.923889°E.

## Înființare
Situl Monte Guadagnolo a fost declarat sit de importanță comunitară în iunie 1995 pentru a proteja 16 specii de animale. Situl a fost protejat și ca arie specială de conservare în decembrie 2016.

## Biodiversitate
Situată în ecoregiunea mediteraneană, aria protejată conține 4 habitate naturale: Pseudostepă cu ierburi și specii anuale de Thero-Brachypodietea, Păduri de fag din Apenini cu Taxus și Ilex, Pajiști uscate seminaturale și facies de acoperire cu tufișuri pe substraturi calcaroase (Festuco-Brometalia) (* situri importante pentru orhidee), Pajiști carstice calcaroase sau bazofile, de Alysso-Sedion albi.
La baza desemnării sitului se află mai multe specii protejate:
- păsări (8): Apus pallidus, caprimulg (Caprimulgus europaeus), șoim călător (Falco peregrinus), șoimul rândunelelor (Falco subbuteo), sfrâncioc roșiatic (Lanius collurio), sfrânciocul cu frunte neagră (Lanius minor), gaia neagră (Milvus migrans), mierlă de piatră (Monticola saxatilis)
- amfibieni (2): Salamandrina terdigitata, Triturus carnifex
- mamifere (1): lupul (Canis lupus)
- nevertebrate (5): fluturele de noapte (Eriogaster catax), Euplagia quadripunctaria, Melanargia arge, Osmoderma eremita, Rosalia alpina

Pe lângă speciile protejate, pe teritoriul sitului au mai fost identificate 11 specii de plante, 1 specie de păsări, 1 specie de amfibieni, 1 specie de nevertebrate, 1 specie de reptile.